# Ashraf el-Kordi
Ashraf el-Kordi Mohammed (in arabo اشرف الكردي محمد‎?; 15 gennaio 1967) è un ex cestista egiziano.

## Carriera
Con l'Egitto ha disputato i Giochi olimpici di Seul 1988 e due edizioni dei Campionati mondiali (1990, 1994).